# Secret Honor
Secret Honor ist ein Spielfilm des Regisseurs Robert Altman aus dem Jahr 1984. Von Donald Freed und Arnold M. Stone als Theaterstück geschrieben, wurde das Werk parallel zur Bühnenaufführung verfilmt.
In dem Kammerspiel stellt der einzige Schauspieler Philip Baker Hall den Ex-US-Präsidenten Richard Nixon kurz nach seinem Rücktritt im Zusammenhang mit der Watergate-Affäre im August 1974 dar. Das Werk vermischt dabei historische Ereignisse mit politischer Fiktion.

## Handlung
Während Nixon sich betrinkt, zeichnet er auf ein Tonbandgerät eine Verteidigungsrede auf, bei der er in die Rolle seines eigenen Verteidigers vor einem fiktiven Gericht schlüpft. Im Gegensatz zum eloquenten öffentlichen Redner Nixon ist der betrunkene Nixon des Films ein stotterndes Nervenbündel, das andauernd aus der Rolle fällt. Der Verteidigermonolog wird häufig unterbrochen von unkontrollierten, paranoiden Tobsuchtsanfällen gegen seine politischen Gegner (und ehemalige Verbündete, insbesondere Henry Kissinger), von Dialogen mit seiner verstorbenen Mutter und anderen Abschweifungen. 
In seinen Abschweifungen stellt Nixon seine schwierige Kindheit dar, und wie ihn sein rhetorisches Talent und seine moralische Prinzipienlosigkeit in das Amt des US-Präsidenten brachten. Er sieht sich selbst als kleinen Opportunisten, der sich nicht um irgendwelche Regeln oder Prinzipien schert, solange er seine soziale Stellung verbessern kann. Er ist der Meinung, dass der durchschnittliche, typische Amerikaner genauso denkt, und auf gewisse Weise sieht er sich daher als Vertreter dieses „einfachen Mannes“. 
Nixons fiktive Verteidigungsrede bezieht sich auf Watergate, nimmt aber eine überraschende Wendung. Er gesteht dem fiktiven Gericht, dass er von Beginn seiner politischen Karriere an das Werkzeug eines politischen Netzwerks war, das er „das Komitee der 100“ nennt. Hauptinteresse dieses Netzwerks sei der milliardenschwere Handel mit Heroin aus Ostasien. Nach dem überwältigenden Wahlsieg bei seiner Kandidatur für eine zweite Amtszeit ab 1972 sei das Komitee mit neuen Anweisungen an ihn herangetreten: Er solle um jeden Preis den Vietnamkrieg fortsetzen und eine Verfassungsänderung anstreben, um ihm eine außerordentliche dritte Amtszeit zu ermöglichen.
An diesem Punkt habe er sich entschieden auszusteigen, da er davon überzeugt gewesen sei irgendwann aufzufliegen. Er wolle nicht als Verräter erschossen werden, weil er Tausende amerikanischer Soldaten für den Drogenhandel geopfert habe. Aufgrund seiner enormen Popularität bei den Wählern und der Bedrohung durch die mächtigen Mitglieder des Netzwerks sei der einzige Ausweg für ihn gewesen, selbst den Watergate-Skandal zu inszenieren und seine politische Karriere zu zerstören. In der letzten Einstellung gibt er wiederum seinen Wählern die Schuld, die Schurken seien wie er und ihn eben darum gewählt hätten. Der Film klingt mit den Geräuschen einer applaudierenden Menschenmenge aus.

## Auszeichnungen
Robert Altmans Film war 1985 in der Sektion Forum of New Cinema der internationalen Filmfestspiele von Berlin vertreten. Das Drama gewann dort gemeinsam mit Eduardo Coutinhos Dokumentarfilm Mann, zum Sterben bestimmt (Zwanzig Jahre danach) den FIPRESCI-Preis.

## Kritik
„[…] in einer dichten, auch darstellerisch beeindruckenden Charakterstudie wirft der Film Fragen nach Politik, Macht und Moral auf. Dank der ausgeklügelten Kameratechnik auch visuell ein Vergnügen.“